# Sörsjön, Malung-Sälens kommun
Sörsjön är en by i Transtrands socken i Malung-Sälens kommun i Dalarna. Byn är belägen cirka 35 kilometer norr om Sälen i Dalarna och gränsar i norr och öster till Älvdalens kommun och i väster till Norge.  År 1990 och 1995 klassade SCB den östra delen av Sörsjön som småort. Från 2015 avgränsar SCB här åter en småort. Den närmsta grannbyn är Nornäs. I byn finns en badanläggning samt Sörsjöns kapell.
Barnvisan Mors lilla Olle bygger på att Jon Ericsson mötte en björn utanför Sörsjön och matade den med bär.
Sanna Tidstrand från Sörsjön var länge världsrekordhållare i alpin speed-skiing. Näsfjället utanför Sörsjön är en skidanläggning som håller öppet mellan jul och påsk.

## Samhället
Sörsjöns kooperativa handelsförening grundades 1917. Den tillhörde länge Kooperativa förbundet (KF) och var en Konsumbutik, men år 2012 meddelade KF att butiken hade för liten omsättning och behövde lämna förbundet. Föreningen var då den minsta föreningen inom KF med 170 medlemmar. Butiken bytte leverantör till Axfood och skyltades om till Handlar'n. I april 2017 firades lanthandelns 100-årsjubileum.

## Befolkningsutveckling
| Befolkningsutvecklingen i Sörsjön 1960–2015                                                       | Befolkningsutvecklingen i Sörsjön 1960–2015 | Befolkningsutvecklingen i Sörsjön 1960–2015 | Befolkningsutvecklingen i Sörsjön 1960–2015 | Befolkningsutvecklingen i Sörsjön 1960–2015 |
| ------------------------------------------------------------------------------------------------- | ------------------------------------------- | ------------------------------------------- | ------------------------------------------- | ------------------------------------------- |
|                                                                                                   |                                             |                                             |                                             |                                             |
| År                                                                                                |                                             |                                             | Folkmängd                                   | Areal (ha)                                  |
| 1960                                                                                              | 1960                                        |                                             | 150                                         | ¤                                           |
| 1990                                                                                              | 1990                                        |                                             | 60                                          | 16#                                         |
| 1995                                                                                              | 1995                                        |                                             | 56                                          | 23#                                         |
| 2015                                                                                              | 2015                                        |                                             | 54                                          | 74#                                         |
| Anm.: Ej småort 2000, åter småort 2015 ¤ Som tätortsbebyggelse med 150-199 invånare # Som småort. |                                             |                                             |                                             |                                             |